# Södra Håslöv
Södra Håslöv är en ort i Vellinge kommun på Söderslätt som också är kyrkby i Håslövs socken i Skåne. Orten klassades fram till och med år 2005 som en småort.
I denna ort står Håslövs kyrka.
Strax väster om motorvägen står Håslövs stubbamölla från 1758. Den vårdas av Skytts härads hembygdsförening. Norra Håslövs by har en välbevarad bebyggelse av gårdar och gatehus.
I närheten finns bronsåldershögen Hanehög.

## Ortnamnet
Namnet på samhället, Håslöv (som fram till 1880-talet skrevs Hårslöf) stammar från det fornnordiska namnet Hárr, vilket var det egentliga namnet på Odin. Från den fornnordiska beteckningen på arvegods eller by, -lev får vi ändelsen -löv. Haas kan även härledas från: Byns namn, namnet på den som ägt byn eller från tyskans Haasen, vilket kan komma sig av traktens rikedom på harar.

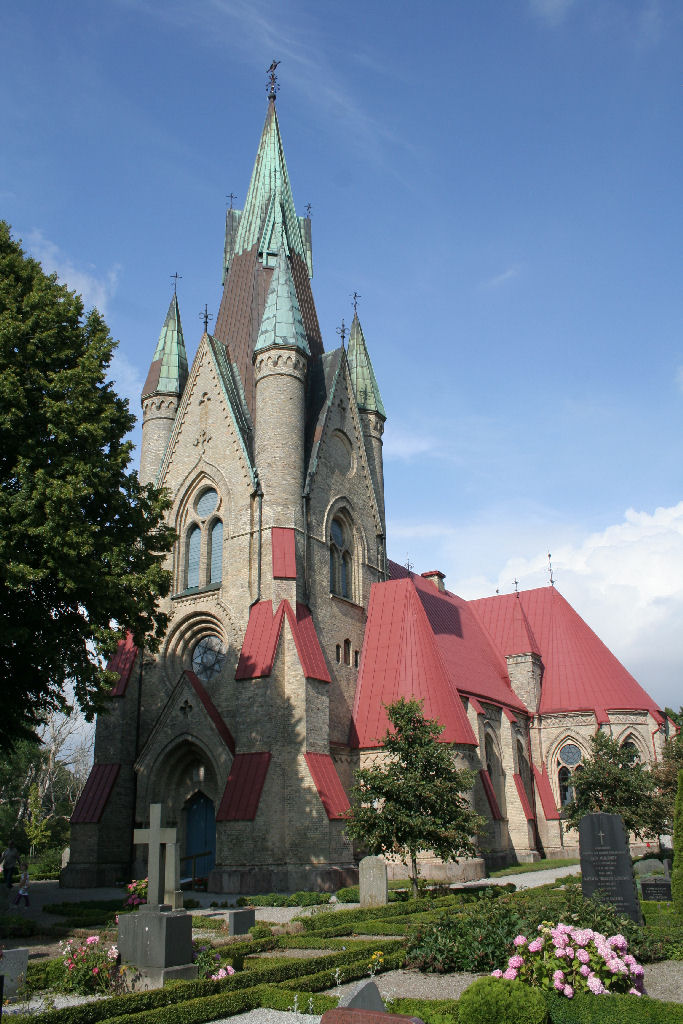
Håslövs kyrka